# Dvorac Brezovica
Dvorac Drašković je kasnobarokni dvorac u zagrebačkom naselju Brezovica. Izgradio ga je polovicom osamnaestog stoljeća Josip Kazimir Drašković i ukrasio ga freskama o sedmogodišnjem ratu u kojem je i sam sudjelovao.

## Povijest
Krajem 14. stoljeća posjed Brezovica postao je vlasništvom ugledne obitelji Ivanović koja si je dodala pridjevak de Brezovica. Posljednji muški potomak te obitelji Nikola de Brezovica, koji se spominje krajem 15. st., imao je tri kćeri od kojih su dvije bile udane.
Kako Nikola de Brezovica nije imao muških potomaka, bilo je upitno hoće li kćeri naslijediti posjed. Biskup Toma Bakač si je 1497. u tim okolnostima pribavio darovnicu za Brezovicu od kralja Vladislava II. Jagelovića, ali mu ipak nije uspio postati njezinim vlasnikom jer su se potomci dviju udanih sestara Barbare i Katarine Ivanović izborili za nasljedstvo Brezovice.
I unutar obitelji obiju udanih sestara došlo je do borbe oko nasljedstva Brezovice. Katarinin zet Nikola Mrnjavčić silom je 1524. oteo dio imanja Brezovica. Njegov se unuk Krsto Mrnjavčić spominje 1611. kao jedini vlasnik imanja Brezovica. Krstu Mrnjavčića naslijedio je njegov sin Vuk Mrnjavčić kojega je odgajao ban Ivan Drašković. Iz zahvalnosti je Vuk Mrnjavčić oporučno odredio kako će Brezovicu naslijediti ban Ivan Drašković u slučaju ako ne bude imao muških potomaka. Vuk je umro 1663. bez nasljednika čime je izumro rod Mrnjavčića, a Brezovicu je prema oporuci trebao naslijediti ban Ivan Drašković.
Ivan Drašković nije ušao u posjed Brezovicu jer su je nakon smrti Vuka Mrnjavčića preoteli moćni Zrinski. Ivan i Nikola Drašković sporili su se s Nikolom VII. Zrinskim smatrajući kako imaju pravo na ostavštinu Vuka Mrnjavčića. Međutim, nakon što je Nikola Zrinski smrtno stradao u lovu 1664., a njegov brat Petar bio ubijen 1671. u Bečkom Novom Mjestu, Brezovica je konačno pripala obitelji Drašković.